# 伊娃·朗歌莉亞

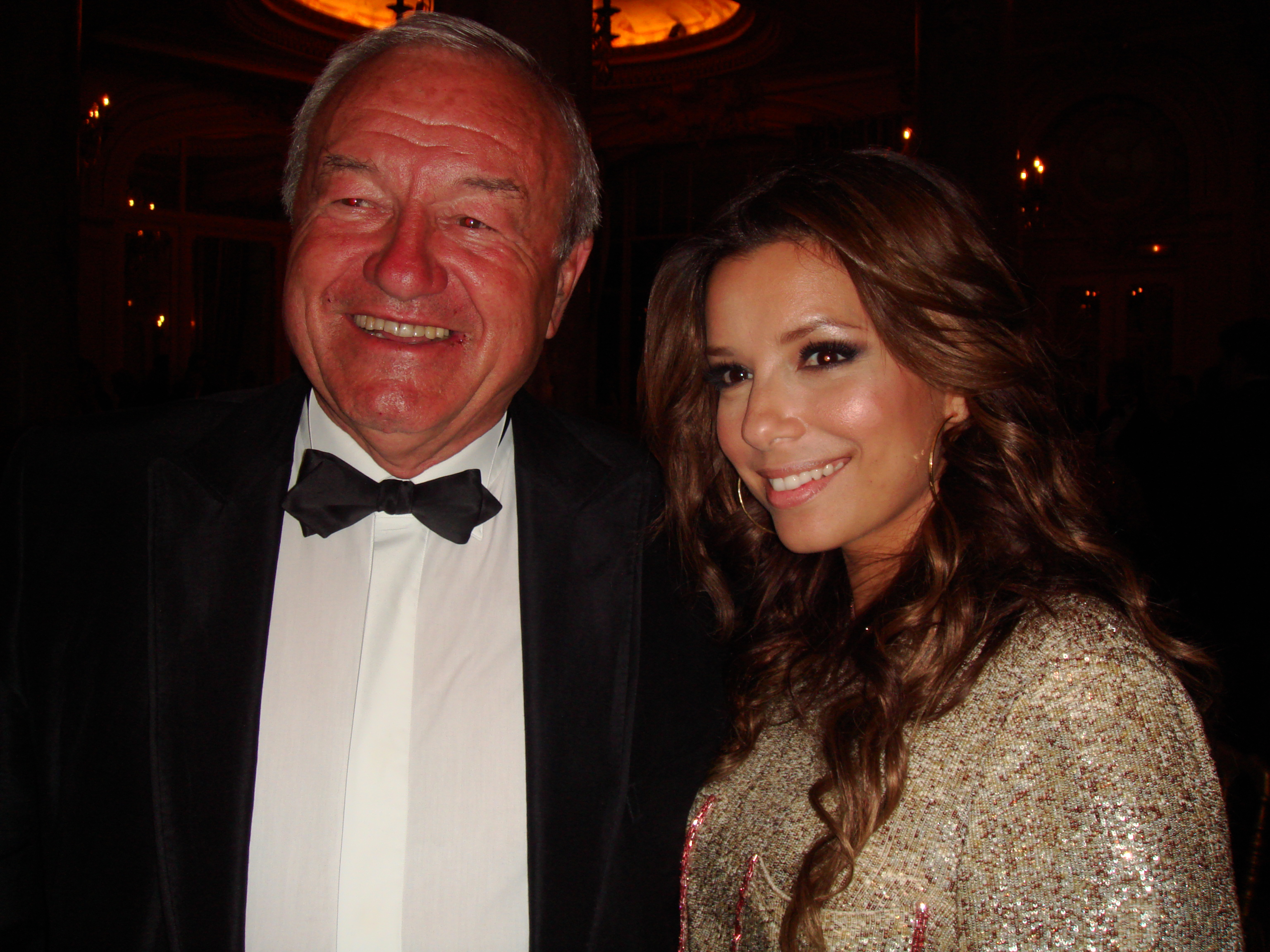
伊娃·朗歌莉亞在2008年5月

伊娃·朗歌莉亞（英語：Eva Longoria，全名Eva Jacqueline Longoria Bastón，1975年3月15日—；又譯伊娃·朗格利、格里、女妮亞）是曾獲金球獎提名的美國女演員，以《靚太唔易做》的演出蘇嘉碧一角為人熟悉。她在2007年與NBA球星東尼·柏加結婚，2011年正式离婚。

## 傳記

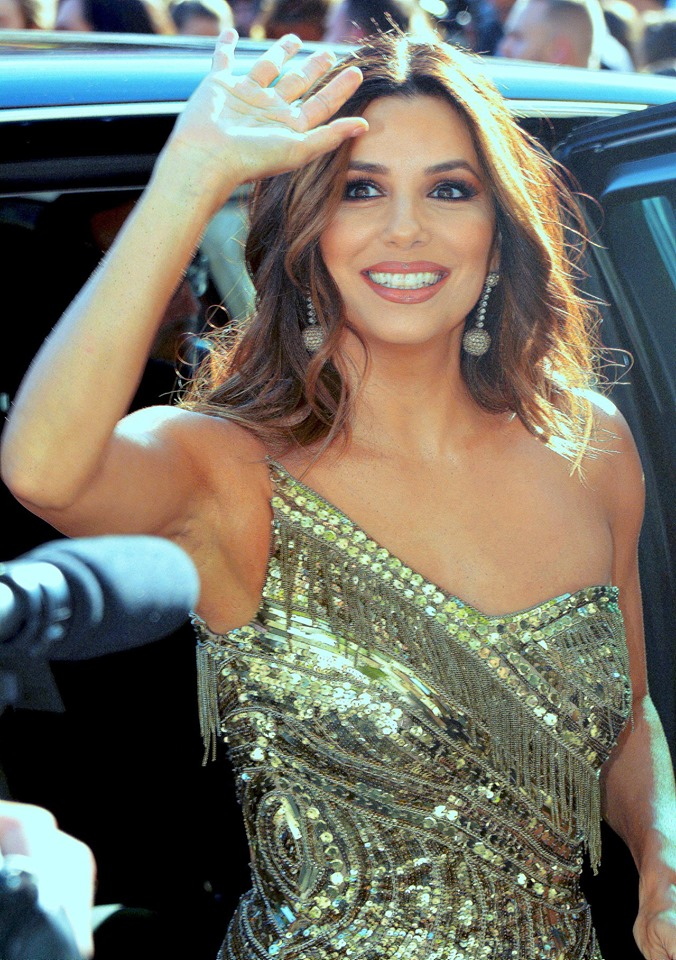
伊娃·朗歌莉亞，2019年

伊娃·朗格莉亞在1975年於美國德克薩斯州科珀斯克里斯蒂出生。她的祖先是移至美國的墨西哥人。她父親叫Enrique Longoria，母親叫Ella Eva Mireles，都是天主教徒。她有三個姐姐：伊麗莎白·朱迪娜(Elizabeth Judina)、埃米莉·珍尼特(Emily Jeannette)和埃斯梅拉爾達·約瑟菲娜(Esmeralda Josephina)。她一家在上一代留下來的農田工作，但只能賺很少錢。在2006年美國脫口秀《奧普拉秀》裡，她親自拍攝自己家裡的農田予觀眾看。

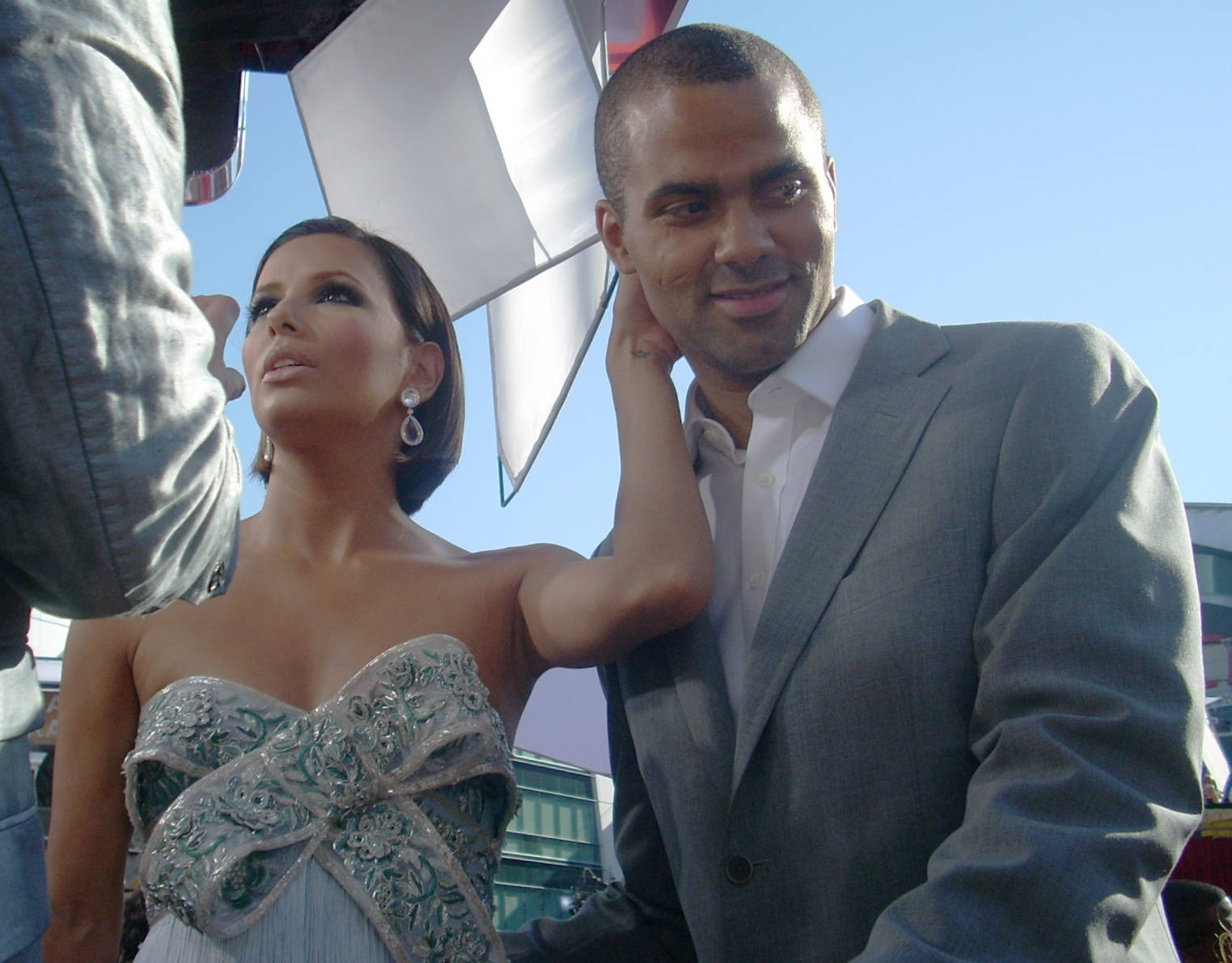
伊娃·朗歌莉亞和托尼·帕克参加第60届艾美奖

## 外部連結
- 伊娃·朗歌莉亞在互联网电影资料库（IMDb）上的資料（英文）

- 伊娃·朗格莉亞的Instagram帳戶